# 66 (число)
66 (шістдеся́т шість) — натуральне число між  65 та  67.

## У математиці
- 11-те  трикутне число

## У науці
- Атомний номер  диспрозия

## В інших областях
- 66 рік, 66 рік до н. е., 1966 рік
- ASCII-код символу «B»
- Є перевернутим числом  99
- 66 —  Код суб'єкта Російської Федерації і Код ГИБДД-ДАІ  Свердловської області.